# Christopher Wooh
Christopher Maurice Wooh (Louvres, 18 de septiembre de 2001) es un futbolista francés, naturalizado camerunés, que juega de defensa en el Stade Rennais F. C. de la Ligue 1. Es internacional con la selección de fútbol de Camerún.

## Trayectoria
Comenzó su carrera en el A. S. Nancy II, debutando como profesional con el primer equipo el 20 de enero de 2021 en un partido de la Copa de Francia frente al F. C. Sochaux.
En junio de 2021 se marchó al R. C. Lens de la Ligue 1, en donde únicamente jugó una temporada, debido a su gran temporada, fichando por Stade Rennais F. C., también de la Ligue 1.

## Selección nacional
Es internacional con la selección de fútbol de Camerún, con la que debutó el 9 de junio de 2022 en un partido de la clasificación para la Copa Africana de Naciones de 2023 frente a la selección de fútbol de Burundi.

## Clubes
| Club                | País    | Año       |
| ------------------- | ------- | --------- |
| A. S. Nancy II      | Francia | 2018-2021 |
| A. S. Nancy         | Francia | 2021      |
| R. C. Lens          | Francia | 2021-2022 |
| Stade Rennais F. C. | Francia | 2022-act. |